# Цветков, Дмитрий Александрович
Дмитрий Александрович Цветков (10 сентября 1983, Токсово, Всеволожский район, Ленинградская область) — российский спортсмен, обладатель золотых медалей чемпионатов мира и Европы по спортивному ориентированию, заслуженный мастер спорта.

## Биография
Родился 10 сентября 1983 года в городе Кировск Ленинградской области.
Жена Надежда, трое детей (Елизавета, Маргарита, Михаил).
С 1994 по 2012 годы (19 лет) представлял сборную команду Ленинградской области. С 2013 по 2016 годы выступал за сборную Санкт-Петербурга. С 2017 года вновь представляет сборную команду Ленинградской области.
Тренеры:
- Козьмов Александр Николаевич и Пучкунов Владимир Геннадьевич, г. Кировск, Ленинградская область (1994—1999);
- Березюк Юрий Александрович, Кириши, Ленинградская область, г. Кириши (2000—2014);
- Чегаровский Виталий Львович, Санкт-Петербург (2001—2005);
- Горбатенкова Светлана Владимировна, Санкт-Петербург (c 2015 по н.в.).

## Спортивные достижения
На чемпионате Европы в 2008 году в Вентспилсе (Латвия) сенсационно завоевал две золотых медали на длинной дистанции и в эстафете.
В 2009 году на Всемирных играх в Гаосюне (Тайвань) завоевал золото в эстафете и серебро в средней дистанции.
В 2010 году на Чемпионате мира в Тронхейме (Норвегия) завоевывает золотую медаль в эстафете.
16 декабря 2010 года Цветкову Дмитрию было присвоено почетное звание «Заслуженный мастер спорта Российской Федерации».
На Чемпионате мира 2013 года в Вуокатти (Финляндия) в составе эстафетной команды России завоевал золото.
На Всемирных военных играх в 2015 году в Мунгён (Южная Корея) сенсационно выиграл золото на средней дистанции.
На Всемирных военных играх в 2019 году в Ухане (Республика Китай) сенсационно выиграл золото на длинной дистанции.
14 февраля 2020 года Указом Президента Российской Федерации (В. В. Путиным) Дмитрию была вручена медаль ордена «За заслуги перед Отечеством» второй степени.
В 2003 году в Эстонии в юношеском возрасте дважды становился чемпионом мира среди юниоров.
Также Дмитрий завоёвывал медали на этапах кубка мира в Латвии в 2008 году золото на длинной дистанции, в 2008 году в Швеции бронзу на длинной дистанции и в 2017 году в Латвии бронзу в эстафете. На чемпионах мира среди военнослужащих завоевал четыре золотых, шесть серебряных и две бронзовых медали.